# Ranunculus ovczinnikovii
Ranunculus ovczinnikovii là một loài thực vật có hoa trong họ Mao lương. Loài này được Kovalevsk. miêu tả khoa học đầu tiên.